# 舒鲁帕克
31°46′38.51″N 45°30′35.14″E / 31.7773639°N 45.5097611°E
舒鲁帕克（羅馬化：ŠuruppagKI），伊拉克古城，即今法拉赫丘，位于今伊拉克中南部的尼普尔附近。原址建于幼发拉底河畔。20世纪初期经过考古发掘证明该遗址的年代为史前后期至乌尔第三王朝（约公元前2112年至约公元前2004年），在当时存在着一个高度发达的社会。苏美尔神话中的大洪水即发生于此地。

## 扩展阅读
- Francesco Pomponio, Giuseppe Visicato, Aage Westenholz, Harriet P. Martin, The Fara Tablets in the University of Pennsylvania Museum of Archaeology and Anthropology, CDL Press, 2001, ISBN 1-883053-66-8
- R. J. Matthews, Fragments of Officialdom from Fara, Iraq, vol. 53, pp. 1–15, 1991